# 戈登·戴利
戈登·戴利（英語：Gordon Dailley，1911年7月24日—1989年5月3日），英国男子冰球运动员，场上位置是前锋。他曾代表英国国家队参加1936年冬季奥林匹克运动会冰球比赛，获得一枚金牌。